# شارلوت سكوت
شارلوت أنغاس سكوت (بالإنجليزية: Charlotte Scott)‏ (8 يونيو 1858، لينكولن، إنجلترا - 10 نوفمبر 1931، كامبريدج، إنجلترا) عالمة رياضيات بريطانية عملت في الولايات المتحدة وكان لها تأثير في تطوير الرياضيات بالولايات المتحدة، بما في ذلك تعليم الرياضيات للنساء. لعبت سكوت دورًا مهمًا في كامبريدج بتغيير قواعد امتحان ترايبوس الرياضيات الشهير.

## مطلع حياتها
كانت الثانية من بين سبعة أطفال لكالب سكوت، كاهن في الكنيسة الطائفية، وإليزا إكسلي سكوت. درست في كلية غيرتون، كامبريدج من 1876 إلى 1880 بمنحة دراسية، ثم أصبحت محاضرة مقيمة في الرياضيات حتى عام 1884. في عام 1885 كانت واحدة من أوليات النساء البريطانيات اللاتي حصلن على الدكتوراه. أجرت أبحاث الدراسات العليا تحت إشراف آرثر كيلي في جامعة كامبريدج، ولكن نظرًا لأن جامعة كامبريدج لم تبدأ في إصدار الشهادات للنساء حتى عام 1948، حصلت سكوت على بكالوريوس العلوم في عام (1882) ودكتوراه العلوم في عام (1885) من جامعة لندن بعد الخضوع للامتحانات الخارجية.
قدّمت كأس التحدي الفضي لزوجي السيدات في التنس عن كلية بيرغتون ونيونهام لون في عام 1883.

## اجتياز امتحان الترايبوس
في عام 1880، حصلت سكوت على إذن خاص لتقديم امتحان ترايبوس الرياضيات في كامبريدج، إذ لم يُسمح للنساء عادة بالتقدّم للامتحان. جاءت في المرتبة الثامنة لامتحان الترايبوس من بين جميع الطلاب الذين خضعوا للامتحان، ولكن بسبب جنسها، فإن لقب «الرانغلر الثامن» -وهو شرف كبير- ذهب رسميًا إلى طالب من الذكور.

ولكن في الحفل، وبعد الإعلان عن اسم الرانغلر السابع، صاح جميع الطلاب الحاضرين باسمها.
«قرأ الرجل الأسماء وعندما وصل إلى الاسم «الثامن»، وقبل أن ينطق الاسم، صاح جميع الطلاب الجامعيين «سكوت من غيرتون»، وهتفوا هتافًا صاخبًا، نادوا باسمها مرارًا وتكرارًا بهتافات صادحة وتلويح بالقبعات».

—التقرير المعاصر، «شارلوت أنغاس سكوت (1858-1931)» في نساء الرياضيات: الدليل البيو-ببليوغرافي
لأنها لم تتمكن من حضور حفل توزيع الجوائز، احتفلت سكوت بإنجازها في كلية غيرتون حيث كان هناك هتافات وتصفيق على العشاء الذي كان حفلًا مسائيًا خاصًا غنّى فيه الطلاب «ها هو المنتصر آت»، وألقى أحد الموظفين قصيدة كتبها على شرفها، وتوّجها آخرون بأكاليل الغار.
بعد هذه الحادثة، سُمح للنساء بالتقدّم رسميًا إلى الامتحان والحصول على قائمة بعلامة امتحانهن، لكنها كانت قائمة منفصلة عن علامات الرجال وبالتالي لم يتم تضمينهن في التصنيف. نالت النساء اللائي حصلن على العلامة المطلوبة شهادةً خاصة بدلًا من درجة البكالوريوس مع مرتبة الشرف. في عام 1922، لاحظ جيمس هاركنس أن إنجاز سكوت يمثل «نقطة تحول في إنجلترا من النسوية النظرية لميل وآخرين إلى التعليم العملي والتقدم السياسي في الوقت الحاضر».

## أعمالها
بعد الانتقال إلى الولايات المتحدة في عام 1885، أصبحت واحدة من أعضاء هيئة التدريس الثمانية وأستاذة مشاركة في الرياضيات في كلية برين مار، وأستاذة في الفترة من 1888 إلى 1917. كانت أول عالمة رياضيات في كلية برين مار وأول رئيسة للقسم. خلال هذه الفترة أشرفت على رسائل الدكتوراه لعدة عالمات رائدات في الرياضيات. من بين النساء التسع اللائي حصلن على الدكتوراه في الرياضيات في القرن التاسع عشر، ثلاث منهنّ درسن مع سكوت.
كان تخصصها في الرياضيات هو دراسة بعض المنحنيات الجبرية من الدرجة الأعلى من الثانية. نُشر كتابها «تمهيد لبعض الأفكار والطرق الحديثة في الهندسة التحليلية المستوية» في عام 1894 وأُعيد طبعه بعد ثلاثين عامًا. كانت سكوت من أوائل مؤلفي الكتب الدراسية باللغة الإنجليزية الذين «أدركوا تمامًا الفرق بين المبدأ العام والمثال المعين». لعبت دورًا مهمًا في الانتقال إلى البراهين الرياضية المجردة لمفاهيم القرن العشرين.
في عام 1891 كانت أول امرأة تنضم إلى مجتمع الرياضيات في نيويورك، الذي أصبح فيما بعد جمعية الرياضيات الأمريكية. وكانت أول امرأة تعمل في المجلس الأول لجمعية الرياضيات الأمريكية في عام 1894، وتحصل على نقد يشيد بها من الجمعية في عام 1896. يعود لها الفضل أيضًا في كونها المؤلفة لأول ورقة بحثية رياضية في الولايات المتحدة يُعترف بها على نطاق واسع في أوروبا، بعنوان «إثبات مبرهنة نويثر الأساسية». كانت واحدة من أربع نساء فقط يحضرن المؤتمر الدولي الافتتاحي لعلماء الرياضيات في زيورخ في عام 1897؛ الثلاثة الأخريات هن إيجينيا ماساريني وفيرا فون شيف وشارلوت ويدل. في عام 1906 شغلت سكوت منصب نائب رئيس جمعية الرياضيات الأمريكية.

## المرأة في الرياضيات
تبنّت سكوت الرأي القائل بأن المحافظة الشخصية هي شرط لتعزيز المساواة التعليمية والسياسية للمرأة. رفضت التدخين ومساحيق التجميل، لكنها اتبعت تسريحة «البوب» قبل الانتقال إلى برين مار (كان يُعد الشعر القصير مثيرًا للجدل حتى في عشرينيات القرن الماضي). تبنّى هذا الرأي أيضًا مجتمع كلية غيرتون المبكر، لأن النساء غير المرافَقات في كامبريدج من المحتمل أن يتعرّضن للزجّ في سبينينغ هاوس، وهو سجن خاص للمومسات والمومسات المشتبه فيهن.

كانت من أشد المؤيدين للصرامة في صفوف النساء، إذ كتبت في رسالة إلى رئيسة كلية برين مار، مارثا كيري توماس:
«إنني منزعجة للغاية وخائبة الأمل في الوقت الحالي لرؤيتك تتخذين موقفًا مفاده أن المساعي الفكرية يجب «تخفيفها» لجعلها تتناسب مع المرأة، وأنه يجب اعتماد معيار أدنى في كلية المرأة منه في كلية الرجل. لا أتوقّع أن ينتاب أيٌّ من أعضاء هيئة التدريس الآخرين هذا الشعور؛ إنهم -مثل (تقريبًا) جميع الرجال الذين عرفتهم- يتخذون بلا شك موقفًا متسامحًا بشأن السؤال برمته؛ لأنه حتى عندما يكون الرجال مستعدين لتقديم المساعدة في تعليم المرأة، يكون ذلك بتحفّظ داخلي من التعاطف». 

-شارلوت سكوت، أوراق سكوت
كُتبت كلمة «تقريبًا» بحروف صغيرة على الرسالة المكتوبة بخط اليد. 

## التقدير
في عام 2016، وافق مجلس جامعة كامبردج على استخدام اسم سكوت لتخصيص مَعْلم مادي في تنمية شمال غرب كامبريدج.

## حياتها لاحقًا
في عام 1906، أُصيبت سكوت بحالة حادة من التهاب المفاصل الروماتويدي وزاد صممها، ما جعلها تتوقف عن العمل. بناءً على نصيحة أحد الأطباء في الحصول على تمرين خارج البيت، بدأت سكوت القيام بأعمال البستنة وطوّرت سلالة جديدة من الأقحوان. تقاعدت في عام 1924، لكنها بقيت عامًا إضافيًا في برين مار لمساعدة طالبة الدكتوراه الثامنة في إكمال أطروحتها قبل أن تعود إلى كامبردج وتستقر فيها.
توفيت في 10 نوفمبر 1931 ودُفنت في مقبرة أبرشية الصعود في كامبريدج، في قبر قريبتها إليزا نيفين.

## المنشورات العلمية
سكوت، شارلوت (1894). «تمهيد لبعض الأفكار والطرق الحديثة في الهندسة التحليلية المستوية». دار نشر ماكميلان.